# Juan Larzábal Castilla
Juan Larzábal Castilla fue presidente del club de fútbol español Real Sociedad de manera interina, desde el 14 de noviembre de 2007 hasta el 3 de enero de 2008.

## Etapa como presidente
Juan Larzábal se vio obligado a asumir la presidencia del club txuri-urdin de manera casi forzosa, tras la decisión irrevocable de la anterior presidenta, María de la Peña de abandonar la presidencia del club donostiarra, en medio de un clima especialmente tenso, porque por aquel entonces se comenzó a conocer las dimensiones de la deuda económica realista, que a finales de 2008 se admitiría que era cercana a los 35 millones de euros.
La situación del club guipuzcoano era trágica, no solo por la crisis deportiva y económica en que se hallaba sumido el club, sino porque, con esta dimisión, serían cuatro los presidentes que ocuparían el cargo en dos años, contando con el nuevo presidente a elegir dos meses después. Además, comenzaban a surgir rumores de que un grupo inversor chino deseaba hacerse con el control del 35% de las acciones del club, convirtiéndose así en accionista mayoritario. Poco después se conoció que el grupo inversor era el encabezado por Iñaki Badiola.
Larzábal, por aquel entonces vicepresidente, cogió las riendas de la presidencia blanquiazul, si bien fue desde el primer momento de manera interina, puesto que María de la Peña convocó, a su salida del club, una junta de accionistas el 3 de enero de 2008 ir al nuevo presidente y que finalmente ganaría Iñaki Badiola.
- Datos: Q5950651